# Rehburger Windmühle

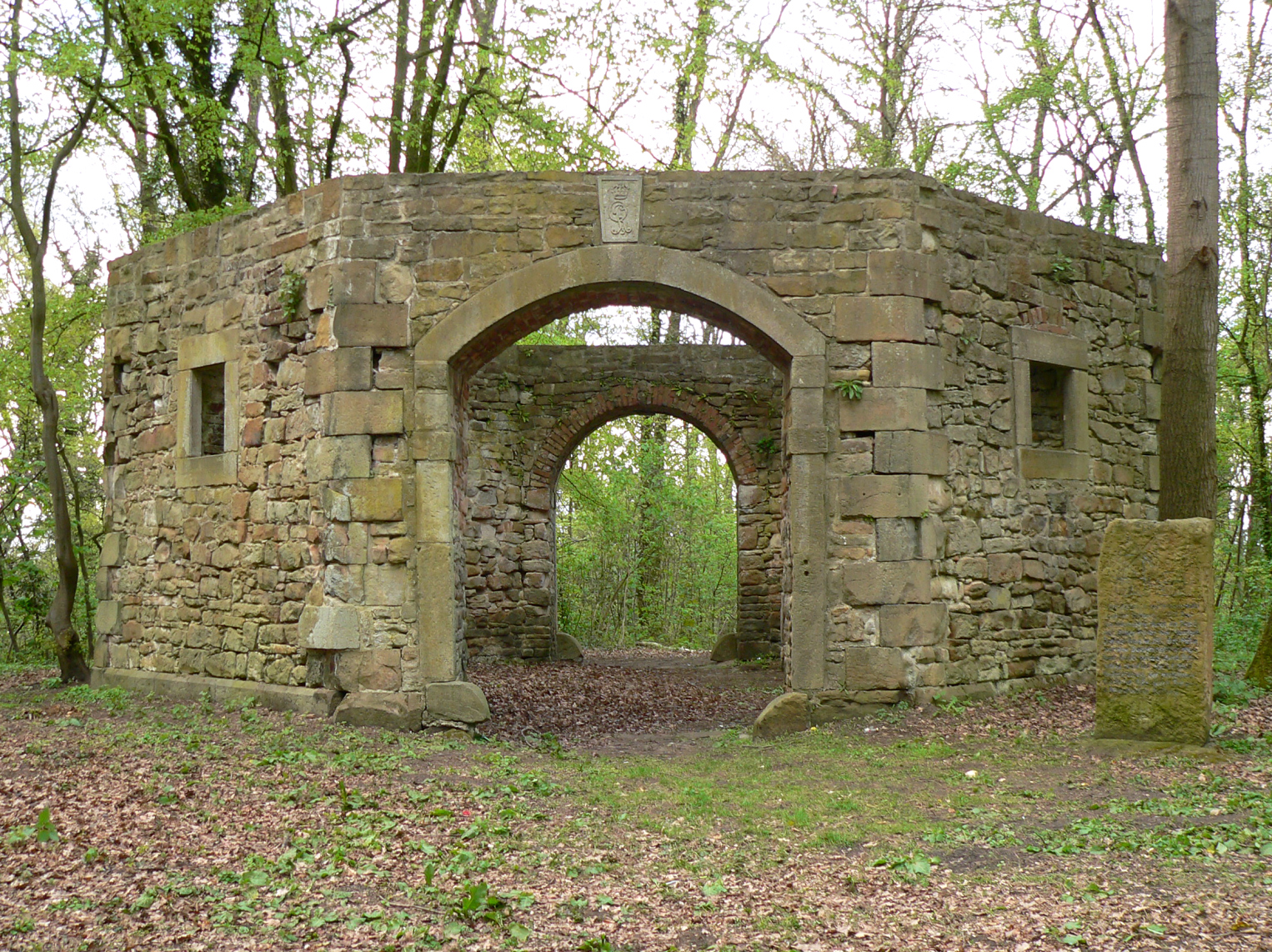
Die steinernen Reste der Rehburger Windmühle (2017)

Die Rehburger Windmühle ist eine 1821 erbaute Windmühle, die durch einen Brand im Jahr 1905 zur Ruine wurde. Ihre Baureste befinden sich im Ortsteil Rehburg der Gemeinde Rehburg-Loccum in Niedersachsen.
Die Ruine der Windmühle steht auf dem Hügel des mittlerweile stark bewaldeten Mühlenberges. Früher gehörte die Mühle mit einer angebauten Dampfmaschine zur Domäne Rehburg und war ein weit sichtbares Wahrzeichen in der Gegend. Der Torbogen, durch den Wagengespanne unter die Mühle fuhren, weist einen Schlussstein mit der Abbildung einer Krone und den Initialen „G.R. 3“ auf. Die Darstellungen stehen für Georg Rex als Insignien des hannoverschen Königs Georg III.
Am 1. Juli 1905 traf ein Blitz die Mühle, der den mit Schindeln verkleideten Holzaufbau und die umlaufende Galerie in Brand setzte. Die örtliche Feuerwehr konnte das Feuer nicht löschen und die Mühle brannte bis auf den achteckigen Steinunterbau ab, der sich bis heute erhalten hat. 1980 renovierte der Heimat- und Bürgerverein Rehburg die Baureste. Davon zeugt ein vor Ort aufgestellter Gedenkstein.

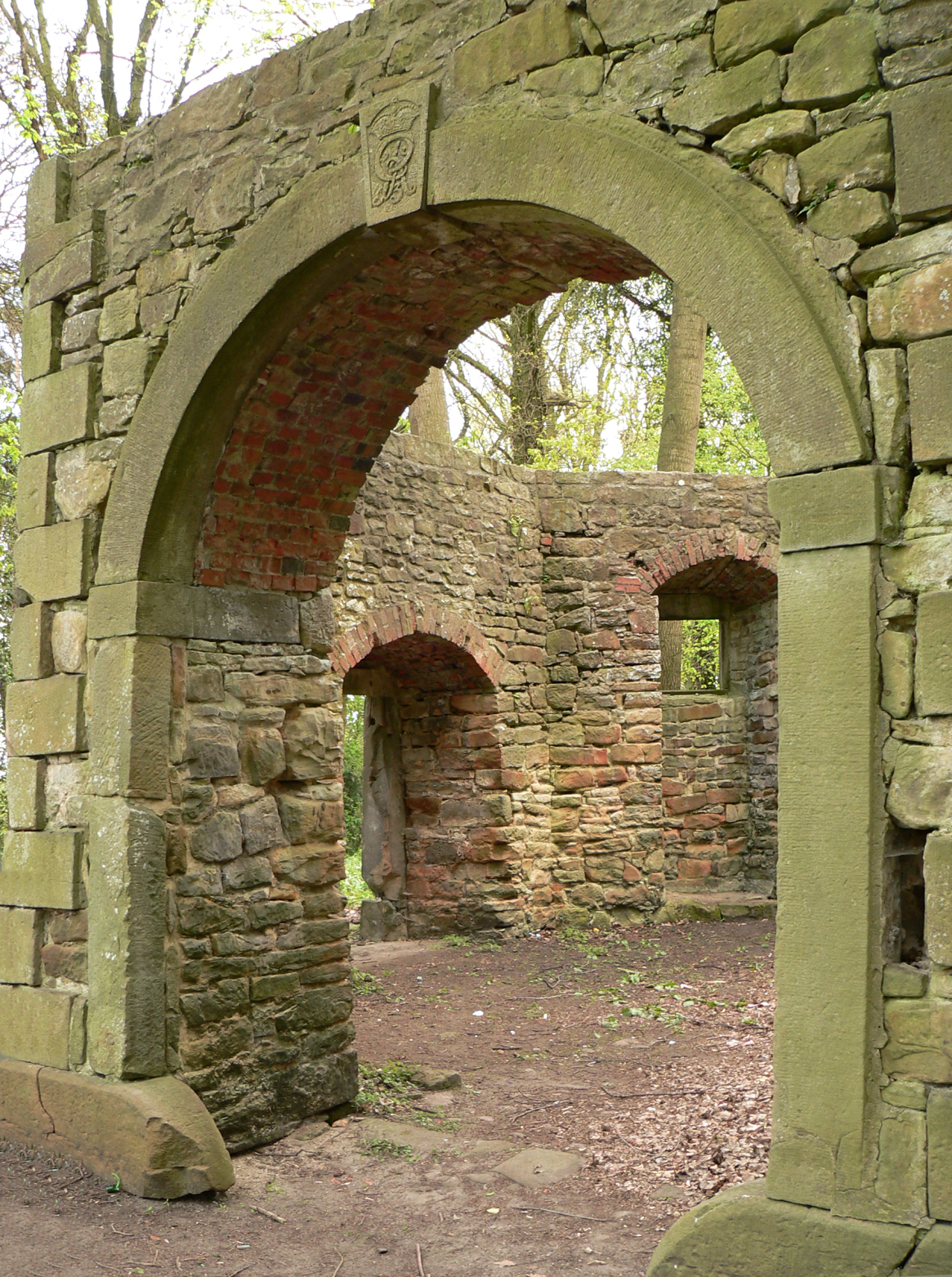
Torbogen
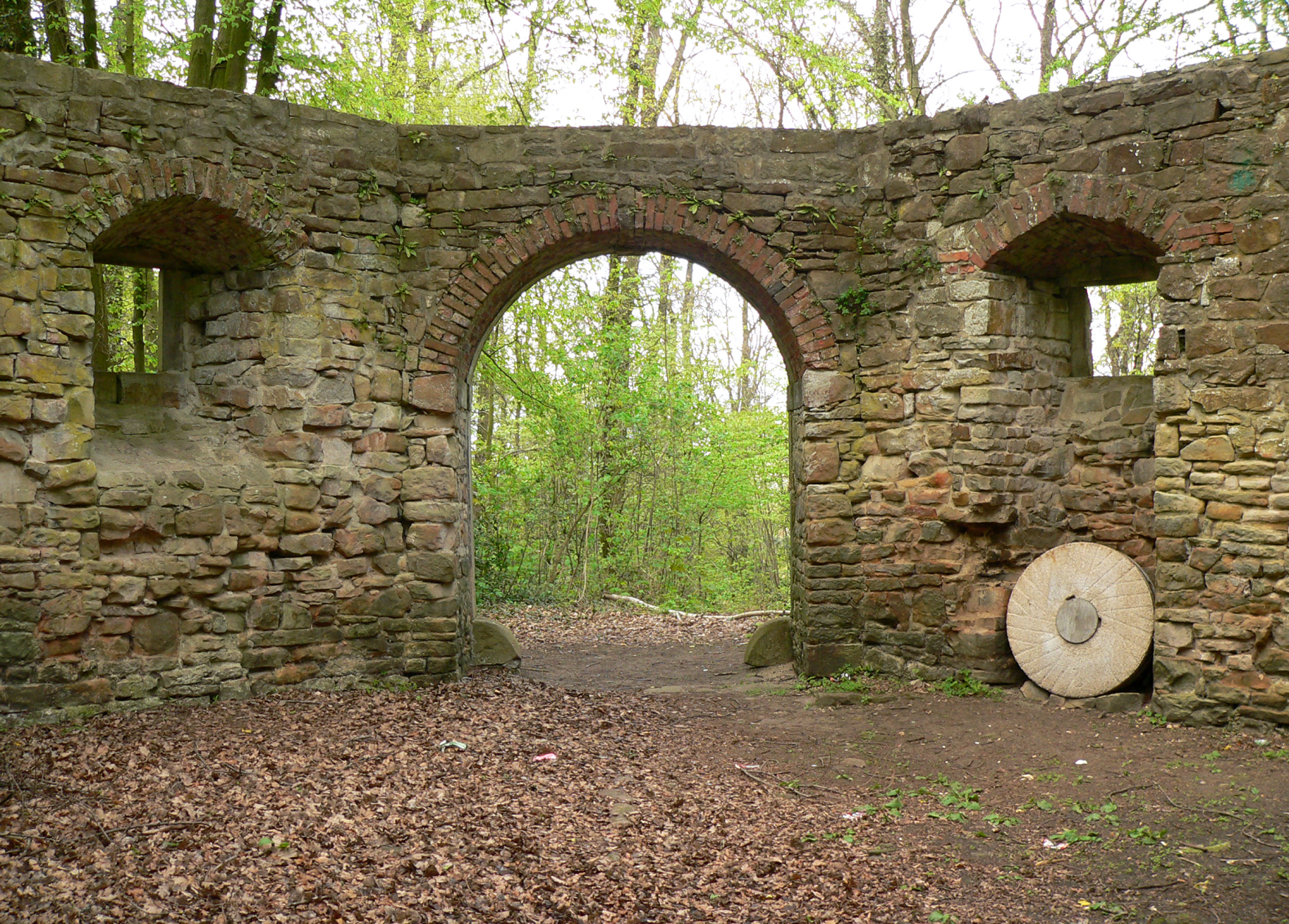
Innenraum
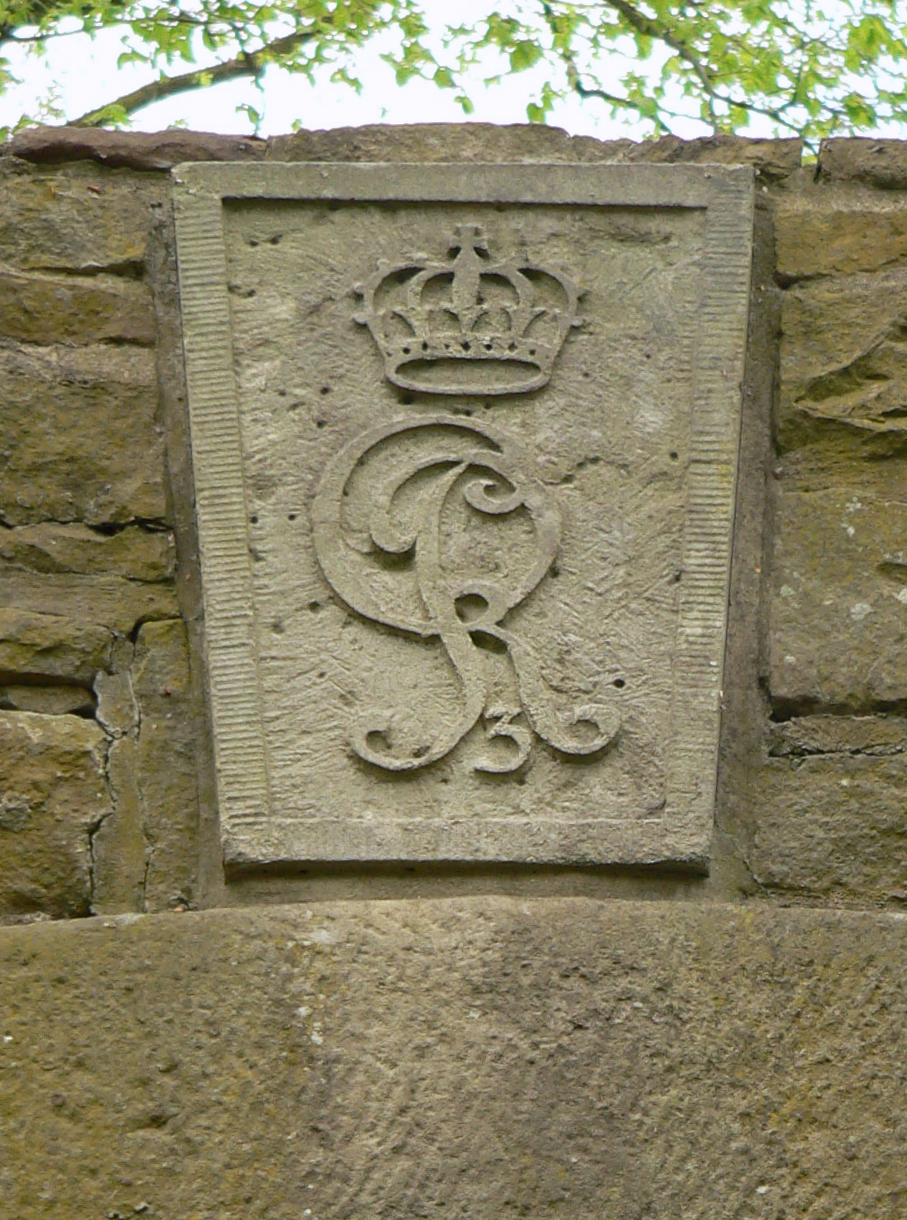
Schlussstein über einem Torbogen mit den Insignien von König Georg III.
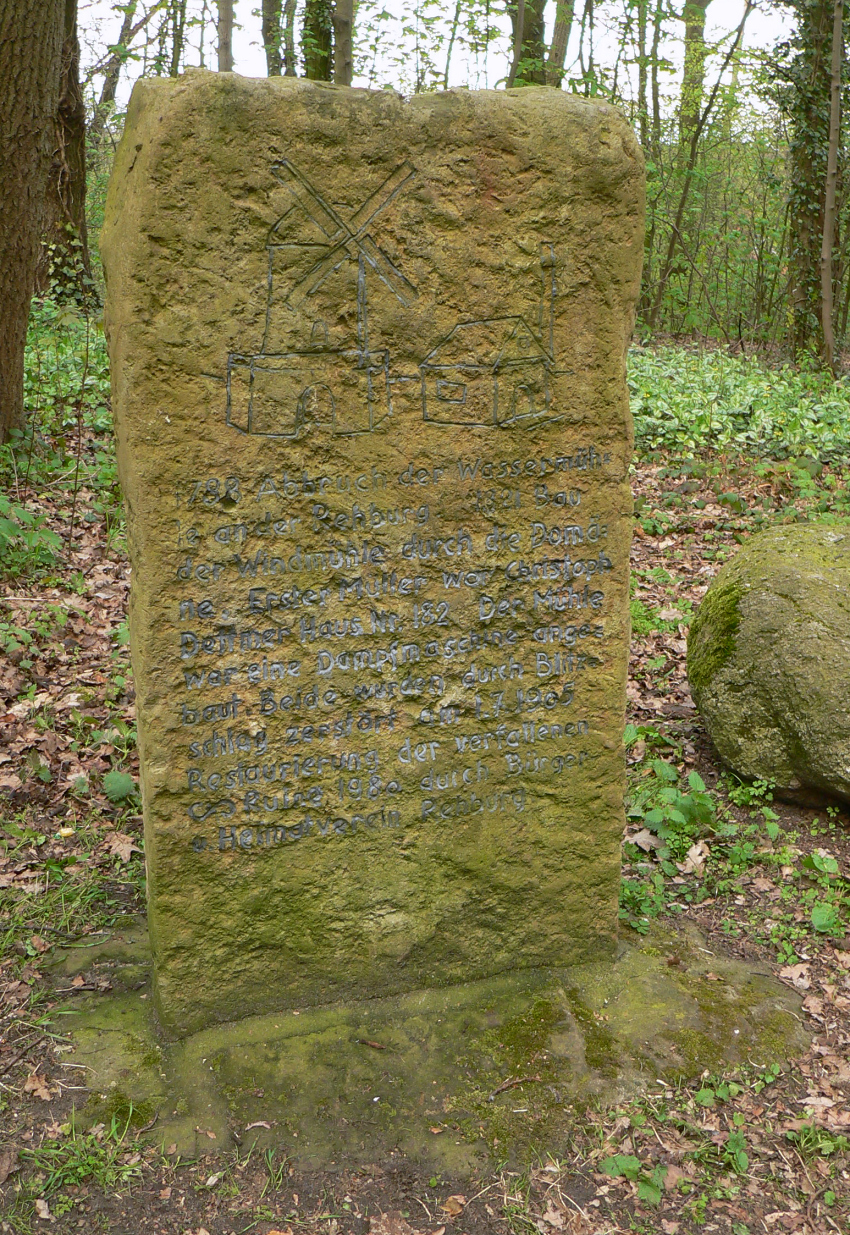
Gedenkstein zur Renovierung von 1980